# からっぽ (映画)
『からっぽ』は、2012年公開の日本映画である。
孤独ゆえに、瞬時に場所を移動する“テレポート”能力を持ってしまった少年が、行き場のない少女と出会い、珍騒動を繰り広げる中で自分を見つめ直してゆくファンタジックな人間ドラマ。主役の加藤小判役には『山田太郎ものがたり』の清水尚弥、ヒロインのシーナ役は『20世紀少年〈最終章〉ぼくらの旗』の平愛梨。
大杉漣や麿赤兒らが出演した『Mogera Wogura モゲラウォグラ』を学生時代に監督した草野翔吾の商業映画デビュー作。ロケーションは全編草野監督の出身地である群馬県桐生市で行われた。
キャッチコピーは「消えたかった僕 消えたかった君」。

## キャスト
- 加藤小判 - 清水尚弥
- シーナ - 平愛梨
- 古井六輔 - 三浦誠己
- 高田素夫 - 大杉漣
- 向田芳郎 - 品川徹
- 大山静代 - 宮下順子
- 陣内 - 山本浩司
- 小判の叔父 - 向清太朗
- 志藤 - 岡田浩暉
- 梅 - 橘実里
- バイクの男 - 伊藤毅
- スーパーの店員 - アンカンミンカン

## スタッフ
- 監督・編集 - 草野翔吾
- 脚本 - 横川僚平、草野翔吾
- 音楽 - 加藤久貴
- プロデューサー - 石戸生人、大坪礼乃、草野翔吾
- 撮影 - 井上隆夫
- 照明 - 仲西祐介
- 録音 - 山方浩
- 美術 - 平井淳郎
- 衣裳 - 篠塚奈美
- ヘアメイク - 高桑里圭
- 制作担当 - 野村邦彦
- 助監督 - 伊藤良一
- 提供 - ホットランド
- 協賛 - コシダカ、桐生瓦斯
- 企画・製作 - ガフ

## 主題歌
- たま「電車かもしれない」（地球レコード）

## 映画祭
- 第4回沖縄国際映画祭 パノラマスクリーニング部門 選出（2012年）
- ID FEST（UK）Emerging Talent（新進気鋭の才能）部門 選出
- ハンブルク日本映画祭2013 選出
- 第27回 高崎映画祭 「若手監督たちの現在」部門 選出